# پیتر استوری
پیتر استوری (به انگلیسی: Peter Storey) بازیکن فوتبال زادهٔ ۷ سپتامبر ۱۹۴۵ اهل کشور انگلستان بود که سابقهٔ بازی در تیم ملی فوتبال انگلستان را در کارنامهٔ خود دارد. وی در تاریخ ۲۱ آوریل ۱۹۷۱ نخستین بازی ملی خود را در مقابل تیم ملی فوتبال یونان انجام داد و با حضور در ۱۹ بازی ملی، در تاریخ ۱۴ ژوئن ۱۹۷۳ واپسین بازی ملی‌اش را در برابر تیم ملی فوتبال ایتالیا برگزار کرد.